# قفسه بایگانی ریلی
قفسه بایگانی ریلی متشکل از تعدادی قفسه می‌باشد که بر روی ریل، به چپ و راست حرکت می‌کنند. در این سیستم با حذف راهروی بین قفسه‌ها حدود ۷۰٪ به ظرفیت بایگانی ادارات، موسسات و … اضافه می‌شود. در ادامه شرح کامل سیستم قفسه بایگانی آورده شده است.

## مفهوم بایگانی
در ابتدا به مفهوم کلی بایگانی و آرشیو اسناد می‌پردازیم. بایگانی یعنی چه؟
به کلیه سوابق واسناد ومدارک عمومی یا تاریخی؛ که توسط دولت یا یک سازمان دولتی یا اداره یا مؤسسه یا تأسیساتی از این قبیل نگهداری می‌شود و نیز اسناد و مدارکی که خانواده یا فرد در ارتباط با کار خود تهیه یا دریافت می‌کند و آن‌ها را تحت نظر خود محافظت یا نگهداری می‌کند، گفته می‌شود.
از زمانی که خط به وجود آمد بشر به اهمیت حفظ و نگهداری خاطرات و حوادثی که اتفاق می‌افتاد پی برد و بهترین نمونه سنگ نوشته‌ها و کتیبه‌هایی است که امروز در گوشه وکنار دنیا کشف می‌شود. در دوران هخامنشیان هسته مرکزی و زیربنای تشکیلات اداری امپراتوری را «بایگانی سلطنتی» تشکیل می‌داد. در حقیقت مغز متفکر سازمان اداری، رئیس بایگانی سلطنتی بود که فرمان‌های شاه را به زیردستان ابلاغ می‌کرد؛ وی مسئول ضبط و ربط مکاتبات حکومتی، فرمان‌ها و دستورهای شاه و دیگر وقایع مهم روز بود.
مجموعه‌ای از اسناد یا پرونده‌های تاریخی یا اولیه است. این کلمه همچنین ممکن است به محل نگهداری اسناد اشاره کند. بایگانی برای حفظ دائم یا درازمدت مدارکی که دارای ارزش فرهنگی، تاریخی یا حقوقی دارند استفاده می‌شود.
به منظور جمع‌آوری و حفظ اسناد ملی ایران در سازمان واحد و فراهم آوردن شرایط و امکانات مناسب برای دسترسی عموم به این اسناد و همچنین صرفه‌جویی در هزینه‌های اداری و استخدامی از طریق تمرکز پرونده‌های راکد وزارتخانه‌ها و مؤسسات دولتی و وابسته به دولت و امحاء اوراق زائد سازمانی به نام سازمان اسناد ملی ایران وابسته به سازمان امور اداری و استخدامی کشور تأسیس می‌گردد.
با توجه به توضیحات بالا به اهمیت بایگانی پی می‌بریم، همان‌طور که می دانید در گذشته از کمدهای فلزی ثابت یا قفسه‌های ثابت پیچ و مهره‌ای برای بایگانی استفاده می‌شد؛ اما امروزه با پیشرفت علم و تکنولوژی سیستم‌های مدرنی طراحی و تولید شده‌اند که در ادامه به معرفی آن می‌پردازیم.
به منظور حفظ و تسریع در دسترسی به اسناد کاغذی و مزیت استفاده بهینه از فضای بایگانی در محیط‌های مختلف اداری، سازمانی، شرکتی و بیمارستانی می‌توان از بایگانی ریلی که اصطلاحا قفسه بایگانی ریلی یا فایل ریلی نیز نامیده می‌شود استفاده کرد.
مشکل کمبود فضا در بیشتر شرکت‌ها و موسسات، یکی از اصلی‌ترین مشکل‌ها در بایگانی اسناد و مدارک می‌باشد. بایگانی ریلی این مشکل را برای موسساتی که استفاده از فضای کم دغدغه آن‌ها است را حل کرده است. بایگانی ریلی نوعی سیستم قفسه‌بندی متحرک است که با اشغال فضای کم و ارائه فضای ذخیره و بایگانی بیشتر خدمت بهتری را به اپراتور خود ارائه می‌دهد. این ویژگی بازدهی این محصول را بالا برده و باعث می‌شود جزو پرتقاضاترین سیستم‌ها باشد به‌ویژه برای آنان که به فضای محیط کار خود اهمیت می‌دهند.

### عملکرد سیستم بایگانی ریلی
با توجه به توضیحات بالا در می‌یابیم که بایگانی ریلی از تعدادی قفسه متحرک تشکیل شده است که بر روی ریل حرکت کرده و با اشغال فضای کم، بیشترین ظرفیت را برای بایگانی ایجاد می‌کنند.
این سیستم با استفاده از فرمان‌هایی که بر روی نمای آن تعبیه شده حرکت می‌کند و با توجه نوع گردش (در جهت عقربه‌های ساعت ویا خلاف جهت عقربه‌های ساعت) به چپ و راست حرکت می‌کند. این سیستم با حذف راهروهای بین قفسه‌ها، ظرفیت بایگانی را تا ۸۰٪ افزایش داده و بیشترین بهره‌وری را از فضا ایجاد می‌کند.

### ابعاد بایگانی ریلی
ابعاد بایگانی ریلی به صورت سفارشی با توجه به فضای بایگانی شما طراحی و ساخته می‌شود. این سیستم در طول‌های ۱ تا ۸ متری، ارتفاع ۱۹۰ تا ۲۴۰ سانتی‌متر و در عمق‌های مختلف بسته به نوع بایگانی تولید می‌شود.
به‌طور مثال، قفسه‌های عمق ۶۰ سانتی‌متر برای بایگانی زونکن (به صورت دو طرفه)، عمق ۷۰ سانتی‌متر برای بایگانی پوشه، عمق ۵۰ سانتی‌متر برای بایگانی کتاب و … می‌باشد.

### رنگ کوره‌ای پودری الکترواستاتیک انواع قفسه بایگانی ریلی
رنگ پودری متشکل از ذرات ریز و خشک رزین به علاوه رنگدانه انتخابی شماست. پودر رزین از طریق تپانچه پاششی شبیه پیستوله پاشش رنگ مایع اعمال می‌شود. با تفاوت اینکه، تپانچه پاشش و ذرات رزین دارای شارژ الکترواستاتیکی می‌باشند. زمانی که ذرات رزین به قطعه کار پاشش می‌شود، ذرات به سطح فلز می‌چسبند. این به خاطر این است که قطعه کار به ارت زمین وصل شده است و ذرات را مثل آهن‌ربا به خود جذب می‌کند
ذرات چسبیده به سطح فلز، در کوره‌های صنعتی مخصوص تا ۲۰۰ درجه سانتیگراد پخت می‌شود. رزین ذوب شده در سطح فلز همجوش شده و ایجاد سطحی یکدست، ضخیم و مقاوم می‌کند. نتیجه کار سطحی زیبا و براق با مقاومتی بسیار عالی در مقابل مواد شیمیایی، خراش و پوسته شدن و سه برابر مقاوم‌تر از رنگ‌های پایه حلال می‌باشد.

## انواع بایگانی ریلی از نظر جنس سیستم
سیستم قفسه ریلی که جهت بایگانی انواع مختلف اسناد، مدارک، وسایل از پوشه و زونکن گرفته تا فرش و پنل‌های آزمایشگاهی، براساس ظاهر و کارایی تقسیم‌بندی می‌گردد.
اگر بخواهیم این محصول را از لحاظ ظاهری تقسیم‌بندی نماییم به دو نوع کلی تمام فلز و ترکیب فلز و چوب (MDF) می‌توان اشاره داشت.

### قفسه ریلی نوع تمام‌فلز
در نوع تمام فلز آن، از بهترین مواد ورق روغنی ST12 از ضخامت یک الی دو استفاده می‌شود. ساختار صفحه پانل‌ها، ستون‌ها، قاب و درب تماماً از جنس فلز (ورق روغنی) بوده و شاسی‌ها از نوع ورق گرم (پروفیل با ضخامت ۲ میلی‌متر) می‌باشد.
تولیدکننده‌های مختلف جهت ایجاد زیبایی هرچه بیشتر محیط شما، دو نوع قفسه ریلی تمام فلز در اختیار شما قرار می‌دهد که شامل بایگانی ریلی تمام فلز با قاب زنجیر و بایگانی ریلی بدون قاب (نوع سه‌تکه) می‌باشد.

#### ۱. قفسه ریلی تمام‌فلز دارای قاب زنجیر
در نوع دارای قاب زنجیر، سیستم حرکتی توسط یک کاور پوشانده می‌شود که ترکیب رنگ بسیار زیبایی به محیط می‌بخشد و البته دسترسی را به سیستم حرکتی سیستم بسیار راحت و آسان می‌کند. در نظر داشته باشید که سیستم بایگانی ریلی، به دلیل عمر بسیار بالای آن می‌بایست قابلیت جابجایی از یک محیط به محیط دیگر شما یا به اصطلاح مونتاژ – دمونتاژ را داشته باشد؛ لذا نوع دارای قاب زنجیر امر مونتاژ دمونتاژ را بسیار بسیار ساده می‌کند.

#### ۲. قفسه ریلی تمام‌فلز قاب سه‌تکه (بدون قاب زنجیر)
در این نوع سیستم قاب زنجیر در پشت قاب جلو مخفی می‌شود و هرچند کمی دسترسی به سیستم حرکتی را صعب می‌کند اما به دلیل حذف ظاهری قاب زنجیر ممکن است شما آن را بیشتر بپسندید.
در این نوع سازه، قاب جلویی به صورت سه‌تکه طراحی و تولید می‌شود که رنگ قاب وسطی آن نیز باز به انتخاب مصرف‌کننده تغییرپذیر است.

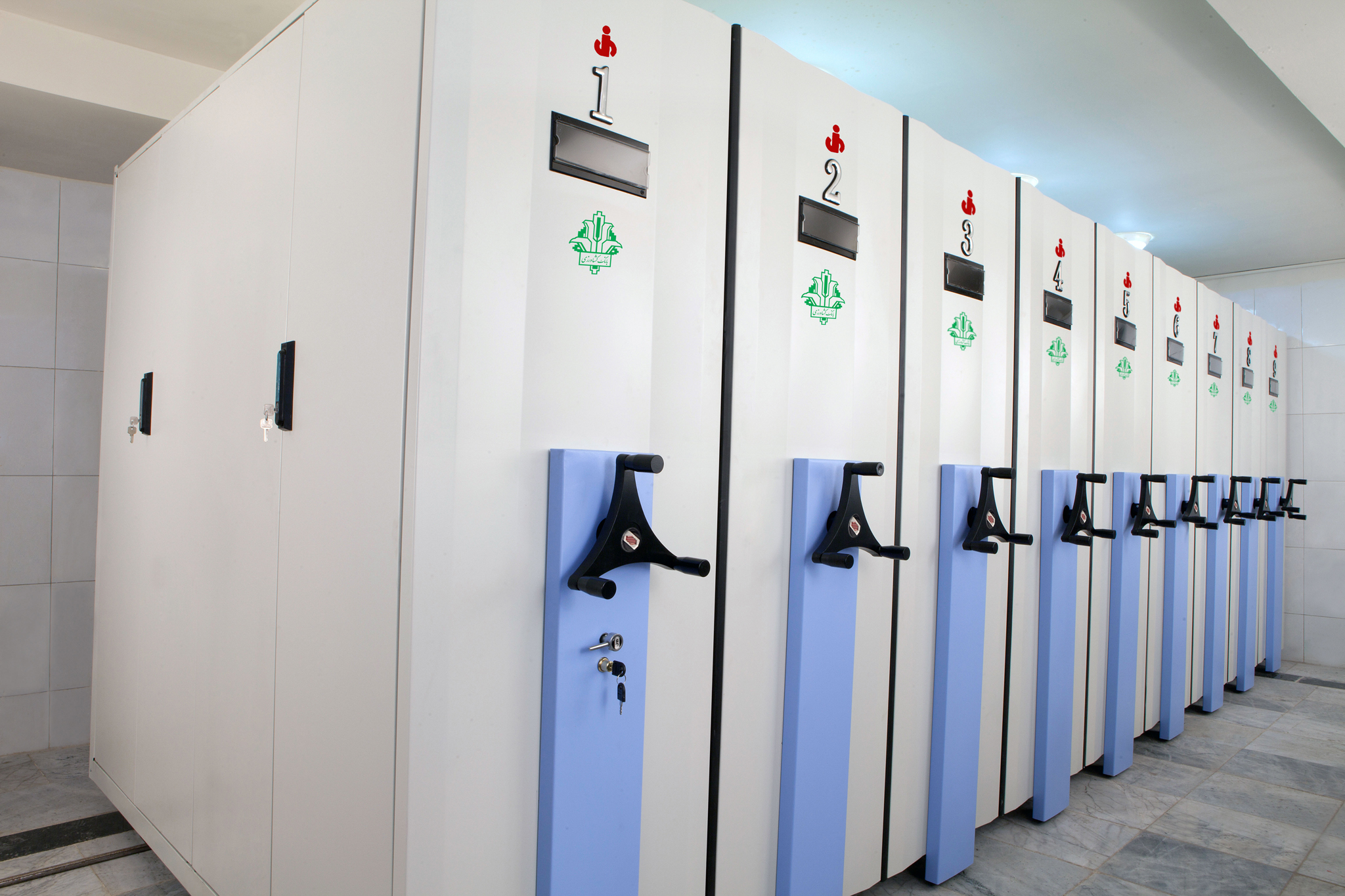
قفسه بایگانی ریلی

### قفسه ریلی ترکیب چوب (MDF) و فلز
اگر محیط بایگانی شما اختصاص به کتابخانه دارد یا مایلید محیطی گرم داشته باشید، قطعاً این نوع سیستم بایگانی ریلی مختص به شماست. این نوع سازه در عین آنکه استحکام فلز را در خود دارد تمام نمای آن از جنس MDF به ضخامت ۱۶ میلی‌متر با انتخاب مصرف‌کننده می‌باشد.
نمای کار یعنی قاب و درب‌ها که هیچ فشاری روی آنها نیست، کاور MDF با بهترین نوع متریال و ضخامت حداکثری ۱۶ میل را داراست و داخل سیستم شامل صفحه پانل‌ها و ستون‌ها و … از جنس فلز (ورق روغنی) می‌باشد لذا در عین اینکه از داخل استحکام فلز را داراست در ظاهر یک کمد بایگانی چوبی است.
این سیستم نیز همانند نوع تمام فلز به دو زیر مجموعه تقسیم‌بندی می‌شود.

#### ۱. قفسه ریلی ترکیب چوب و فلز قاب یک‌تکه
در این سیستم کاور روبرویی یا همان قاب جلو یک‌تکه MDF شانزده میل به انتخاب شما از نوع می‌باشد و قاب زنجیر وجود ندارد و در پشت سیستم مخفی شده است. انتخاب نمای درب سیستم نیز باز به انتخاب کاربر مصرف‌کننده می‌باشد و می‌تواند از انواع مختلف کالیته رنگ MDF در این بخش استفاده نمود.

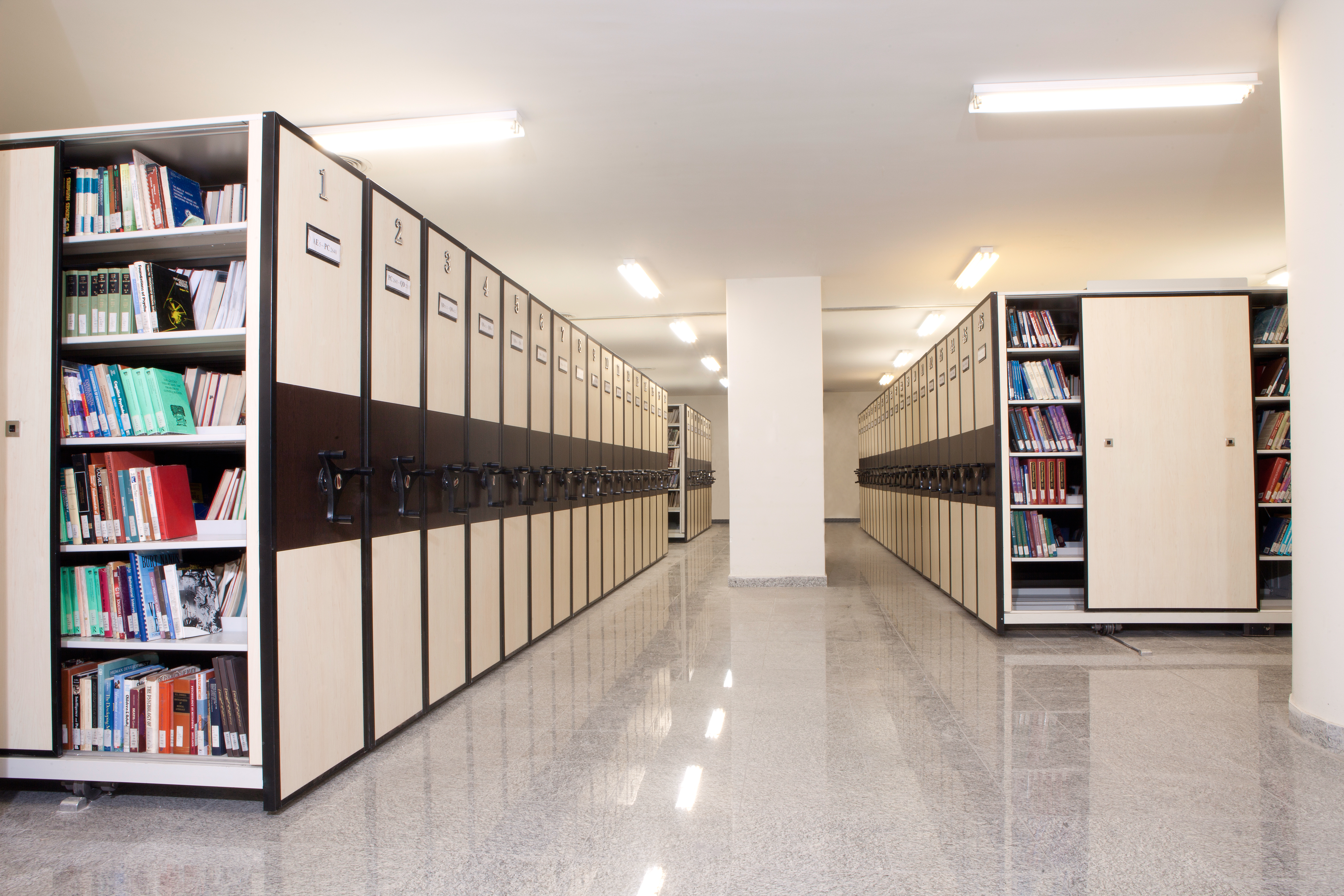
قفسه ریلی ترکیب چوب و فلز قاب سه‌تکه

بسیاری از کاربران مایلند سیستم بایگانی آنها رنگی مشابه با میزها و محیط آفیس باشد، پس این سیستم بایگانی بهترین انتخاب برای شماست، ام‌دی‌اف محیط اداری و کتابخانه ای شما هرچه باشد همان را می‌توان در طراحی سیستم بایگانی ریلی استفاده نمود.

#### ۲. قفسه ریلی ترکیب چوب و فلز قاب سه‌تکه
همان‌طور که از نام این مجموعه واضح است، قاب جلویی سیستم همچون نوع قفسه ریلی تمام فلز قاب سه‌تکه، به جای یک‌تکه از سه قسمت تشکیل می‌شود و قسمت وسط که فرمان سیستم قرار دارد، نوع متفاوتی از MDF را داراست که زیبایی دوچندان به ظاهر سیستم می‌بخشد.
درب سیستم در مقایسه با نمونه قبلی تفاوتی نداشته و از جنس ام دی اف بوده و به انتخاب کاربر نهایی صورت می‌گیرد.

## انواع بایگانی ریلی از نظر عملکرد سیستم
تقسیم‌بندی دیگری که در سیستم بایگانی ریلی موجود است، مربوط به نوع فرمان حرکتی آن می‌باشد. انواع بایگانی ریلی از لحاظ حرکتی شامل سه نوع بایگانی ریلی مکانیکال (دستی) و قفسه ریلی هوشمند می‌باشد.

### الف) بایگانی ریلی مکانیکی (دستی)
این نوع محصول با فرمان حرکتی که در قاب جلو نصب می‌شود، با حرکت دستی اپراتور موجب انتقال قدرت از فرمان به زنجیر و میل ترانس ۲۵ سپس چرخ دنده و در نهایت انتقال قدرت به چرخ‌ها و در نهایت سبب حرکت مکانیکال سیستم می‌شود. به تبع هیچ گونه نیروی برقی و الکتریکی در این سیستم استفاده نمی‌شود.

### ب) قفسه ریلی هوشمند
بایگانی ریلی هوشمند نیز آخرین نسخه طراحی‌شده برای سیستم بایگانی ریلی می‌باشد، این سیستم دارای امکاناتی چون موارد ذیل می‌باشد:
· سیستم هوشمند روشنایی
· حرکت از طریق ریموت و رایانه
· اتصال کل سیستم بایگانی ریلی به نرم‌افزار بایگانی ریلی
· قابلیت ثبت، ویرایش و جستجوی پرونده در نرم‌افزار مخصوص
· اضطرار حرکتی (توقف اضطراری)
· و هدایت اپراتور به سوی پرونده